# Polytribax contiguus
Polytribax contiguus là một loài tò vò trong họ Ichneumonidae.